# James Carnegie, 3. hertug af Fife
James George Alexander Bannerman Carnegie, 3. hertug af Fife, 12. jarl af Southesk (født 23. september 1929, død 22. juni 2015) var en skotsk adelsmand, der var i familie med det britiske kongehus.

## Kongelige slægtninge
James Carnegie var oldesøn af kong Edward 7. af Storbritannien, dattersøn af Princess Royal Louise af Storbritannien, hertuginde af Fife samt grandfætter til dronning Elizabeth 2. af Storbritannien og kong Harald 5. af Norge. Han var også en efterkommer af  kong Vilhelm 4. af Storbritannien og dennes samlever Dorothy Jordan.

## Forældre
James Carnegie var den eneste søn af Charles Carnegie, 11. jarl af Southesk (1893–1992) og prinsesse Maud af Fife (1893–1945). Prinsesse Maud var den yngste datter af Princess Royal Louise af Storbritannien, hertuginde af Fife (1867–1931) og Alexander Duff, 1. hertug af Fife (1849–1912).

## Familie
James Carnegie var gift med den ærede Caroline Cecily Dewar (født 1934) (ældste barn af Henry Dewar, 3. baron Forteviot (1906–1993)). 
De blev forældre til:
- en dødfødt søn (4. april 1958).
- Lady Alexandra Clare Etherington (født Carnegie) (født 1959), gift med Mark Fleming Etherington (født 1962), forældre til Amelia Mary Carnegie Etherington (født 2001).
- David Carnegie,  4. hertug af Fife (født 1961), gift med Caroline Anne Bunting (født 1961), forældre til tre sønner.

## Titler
I 1959 arvede James Carnegie titlen hertug af Fife fra prinsesse Alexandra, 2. hertuginde af Fife ((1891–1959). Hun var hans moster.
I 1992 arvede James Carnegie titlen jarl af Southesk fra sin far.

### Hovedtitler
- 1929 – 1941: den ærede James Carnegie
- 1941 – 1959: Lord James Carnegie
- 1959 – 2015: Hans Nåde James Carnegie, 3. hertug af Fife

### Andre titler
- 12. jarl af Southesk (en skotsk titel)
- 3. jarl af Macduff (en britisk titel)
- 12. Lord Carnegie af Kinnaird (en skotsk titel)
- 12. Lord Carnegie, af Kinnaird og Leuchars (en skotsk titel)
- 4. Baron Balinhard af Farnell in the County of Forfar (en britisk titel)
- 9. Carnegie Baronet (en titel fra  Nova Scotia)